# Мідзушіма Коїчі (спортсмен)
Коїчі Мідзушіма (яп. 水島 宏一, Mizushima Kōichi, нар. 1 серпня 1965) — колишній японський гімнаст, бронзовий призер Літніх олімпійських ігор 1988-го року.
На Літніх олімпійських іграх 1988 року в Сеулі Коїчі виборов бронзову медаль у командних змаганнях, тоді Японія програла лише СРСР, що виборов золото та НДР зі срібної медаллю. Його товаришами по команді були: Юкіо Ікетані, Дайсуке Нішікава, Хіроюкі Коніші, Тосіхару Сато і Такахіро Ямеда.